# Empis xanthomelas
Empis xanthomelas är en tvåvingeart som beskrevs av Saigusa 1992. Empis xanthomelas ingår i släktet Empis och familjen dansflugor. Inga underarter finns listade i Catalogue of Life.